# Campeonato Paulista de Futebol de 2023 - Série A2
O Campeonato Paulista de Futebol da Série A2 de 2023, ou Paulistão Kia A2 - 2023 por motivos de patrocínio, foi a 77.ª edição do campeonato equivalente ao segundo nível do futebol paulista. Os dois mais bem colocados são promovidos para a Série A1, enquanto os dois últimos foram rebaixados para a Série A3. O campeonato adotará o VAR a partir das quartas de final.
O campeonato conta com o retorno da Ponte Preta, que não disputava o torneio desde 1999; com o retorno do Noroeste, que não disputava o torneio desde 2013; e com o retorno do Comercial e do Novorizontino, que não disputavam o torneio desde 2015.
A Ponte Preta se sagrou campeã da competição ao bater na final em disputa de pênaltis o Novorizontino, após dois jogos que resultou em empate.

## Regulamento
Na primeira fase, as dezesseis equipes se enfrentaram em quinze rodadas e os dois últimos colocados caem para a Série A3, enquanto os oito primeiros avançarão para as quartas de final, em que o primeiro colocado enfrenta o oitavo, o segundo enfrenta o sétimo colocado, o terceiro enfrenta o sexto colocado e o quarto enfrenta o quinto colocado. Em esquema de mata-mata, os finalistas garantem o acesso à Primeira Divisão de 2024.

### Critérios de desempate
Em caso de empate de pontos entre dois clubes, os critérios de desempates devem ser aplicados na seguinte ordem:
1. Número de vitórias
2. Saldo de gols
3. Gols marcados
4. Número de cartões vermelhos
5. Número de cartões amarelos
6. Sorteio público

## Equipes participantes
| Aumento | Equipes promovidas da Série A3 de 2022 |
| Baixa   | Equipes rebaixadas da Série A1 de 2022 |

| Equipe              | Cidade              | Em 2022  | Estádio                  | Capacidade | Títulos                           |
| ------------------- | ------------------- | -------- | ------------------------ | ---------- | --------------------------------- |
| Comercial           | Ribeirão Preto      | 2º (A3)  | Palma Travassos          | 17 775     | 1 (1958)                          |
| Juventus-SP         | São Paulo           | 10º      | Rua Javari               | 3 800      | 2 (1929 e 2005)                   |
| Lemense             | Leme                | 9º       | Bruno Lazzarini          | 6 701      | 0 (não possui)                    |
| Linense             | Lins                | 6º       | Gilberto Siqueira Lopes  | 15 770     | 2 (1952 e 2010)                   |
| Monte Azul          | Monte Azul Paulista | 12º      | Otacília Patrício Arroyo | 13 100     | 1 (2009)                          |
| Novorizontino       | Novo Horizonte      | 16º (A1) | Jorge Ismael de Biasi    | 16 000     | 0 (não possui)                    |
| Noroeste            | Bauru               | 1º (A3)  | Alfredo de Castilho      | 18 866     | 3 (1953, 1970 e 1984)             |
| Oeste               | Barueri             | 3º       | Arena Barueri            | 31 452     | 1 (2003)                          |
| Ponte Preta         | Campinas            | 15º (A1) | Moisés Lucarelli         | 17 728     | 1 (1969)                          |
| Portuguesa Santista | Santos              | 13º      | Ulrico Mursa             | 7 635      | 1 (1964)                          |
| Primavera           | Indaiatuba          | 8º       | Ítalo Mário Limongi      | 7 820      | 0 (não possui)                    |
| Rio Claro           | Rio Claro           | 4º       | Schmidtão                | 6 284      | 0 (não possui)                    |
| São Caetano         | São Caetano do Sul  | 11º      | Anacletto Campanella     | 14 400     | 3 (2000, 2017 e 2020)             |
| Taubaté             | Taubaté             | 14º      | Joaquim de Morais Filho  | 9 600      | 2 (1954 e 1979)                   |
| Velo Clube          | Rio Claro           | 7º       | Benito Agnelo Castellano | 8 136      | 0 (não possui)                    |
| XV de Piracicaba    | Piracicaba          | 5º       | Barão da Serra Negra     | 18 000     | 5 (1947, 1948, 1967, 1983 e 2011) |

## Estádios
| Comercial | Juventus-SP | Lemense | Linense | Monte Azul | Novorizontino        |
| --- | --- | --- | --- | --- | -------------------- |
| Palma Travassos | Rua Javari | Bruno Lazzarini | Gilbertão | Otacília Patrício Arroyo | Jorjão               |
| Capacidade: 17 775 | Capacidade: 3 800 | Capacidade: 6 701 | Capacidade: 15 770 | Capacidade: 13 100 | Capacidade: 12 398   |
| | | | | |                      |
| Noroeste | \| Comercial Juventus-SP Lemense Linense Monte Azul Novorizontino Noroeste Oeste Ponte Preta Portuguesa Santista Primavera São Caetano Taubaté XV de Piracicaba Rio Claro Equipes de Rio Claro: Rio Claro Velo ClubeLocalização das equipes participantes da Série A2 de 2023. \| | \| Comercial Juventus-SP Lemense Linense Monte Azul Novorizontino Noroeste Oeste Ponte Preta Portuguesa Santista Primavera São Caetano Taubaté XV de Piracicaba Rio Claro Equipes de Rio Claro: Rio Claro Velo ClubeLocalização das equipes participantes da Série A2 de 2023. \| | \| Comercial Juventus-SP Lemense Linense Monte Azul Novorizontino Noroeste Oeste Ponte Preta Portuguesa Santista Primavera São Caetano Taubaté XV de Piracicaba Rio Claro Equipes de Rio Claro: Rio Claro Velo ClubeLocalização das equipes participantes da Série A2 de 2023. \| | \| Comercial Juventus-SP Lemense Linense Monte Azul Novorizontino Noroeste Oeste Ponte Preta Portuguesa Santista Primavera São Caetano Taubaté XV de Piracicaba Rio Claro Equipes de Rio Claro: Rio Claro Velo ClubeLocalização das equipes participantes da Série A2 de 2023. \| | Oeste                |
| Alfredo de Castilho | \| Comercial Juventus-SP Lemense Linense Monte Azul Novorizontino Noroeste Oeste Ponte Preta Portuguesa Santista Primavera São Caetano Taubaté XV de Piracicaba Rio Claro Equipes de Rio Claro: Rio Claro Velo ClubeLocalização das equipes participantes da Série A2 de 2023. \| | \| Comercial Juventus-SP Lemense Linense Monte Azul Novorizontino Noroeste Oeste Ponte Preta Portuguesa Santista Primavera São Caetano Taubaté XV de Piracicaba Rio Claro Equipes de Rio Claro: Rio Claro Velo ClubeLocalização das equipes participantes da Série A2 de 2023. \| | \| Comercial Juventus-SP Lemense Linense Monte Azul Novorizontino Noroeste Oeste Ponte Preta Portuguesa Santista Primavera São Caetano Taubaté XV de Piracicaba Rio Claro Equipes de Rio Claro: Rio Claro Velo ClubeLocalização das equipes participantes da Série A2 de 2023. \| | \| Comercial Juventus-SP Lemense Linense Monte Azul Novorizontino Noroeste Oeste Ponte Preta Portuguesa Santista Primavera São Caetano Taubaté XV de Piracicaba Rio Claro Equipes de Rio Claro: Rio Claro Velo ClubeLocalização das equipes participantes da Série A2 de 2023. \| | Arena Barueri        |
| Capacidade: 18 866 | \| Comercial Juventus-SP Lemense Linense Monte Azul Novorizontino Noroeste Oeste Ponte Preta Portuguesa Santista Primavera São Caetano Taubaté XV de Piracicaba Rio Claro Equipes de Rio Claro: Rio Claro Velo ClubeLocalização das equipes participantes da Série A2 de 2023. \| | \| Comercial Juventus-SP Lemense Linense Monte Azul Novorizontino Noroeste Oeste Ponte Preta Portuguesa Santista Primavera São Caetano Taubaté XV de Piracicaba Rio Claro Equipes de Rio Claro: Rio Claro Velo ClubeLocalização das equipes participantes da Série A2 de 2023. \| | \| Comercial Juventus-SP Lemense Linense Monte Azul Novorizontino Noroeste Oeste Ponte Preta Portuguesa Santista Primavera São Caetano Taubaté XV de Piracicaba Rio Claro Equipes de Rio Claro: Rio Claro Velo ClubeLocalização das equipes participantes da Série A2 de 2023. \| | \| Comercial Juventus-SP Lemense Linense Monte Azul Novorizontino Noroeste Oeste Ponte Preta Portuguesa Santista Primavera São Caetano Taubaté XV de Piracicaba Rio Claro Equipes de Rio Claro: Rio Claro Velo ClubeLocalização das equipes participantes da Série A2 de 2023. \| | Capacidade: 31 452   |
| | \| Comercial Juventus-SP Lemense Linense Monte Azul Novorizontino Noroeste Oeste Ponte Preta Portuguesa Santista Primavera São Caetano Taubaté XV de Piracicaba Rio Claro Equipes de Rio Claro: Rio Claro Velo ClubeLocalização das equipes participantes da Série A2 de 2023. \| | \| Comercial Juventus-SP Lemense Linense Monte Azul Novorizontino Noroeste Oeste Ponte Preta Portuguesa Santista Primavera São Caetano Taubaté XV de Piracicaba Rio Claro Equipes de Rio Claro: Rio Claro Velo ClubeLocalização das equipes participantes da Série A2 de 2023. \| | \| Comercial Juventus-SP Lemense Linense Monte Azul Novorizontino Noroeste Oeste Ponte Preta Portuguesa Santista Primavera São Caetano Taubaté XV de Piracicaba Rio Claro Equipes de Rio Claro: Rio Claro Velo ClubeLocalização das equipes participantes da Série A2 de 2023. \| | \| Comercial Juventus-SP Lemense Linense Monte Azul Novorizontino Noroeste Oeste Ponte Preta Portuguesa Santista Primavera São Caetano Taubaté XV de Piracicaba Rio Claro Equipes de Rio Claro: Rio Claro Velo ClubeLocalização das equipes participantes da Série A2 de 2023. \| |                      |
| Ponte Preta | \| Comercial Juventus-SP Lemense Linense Monte Azul Novorizontino Noroeste Oeste Ponte Preta Portuguesa Santista Primavera São Caetano Taubaté XV de Piracicaba Rio Claro Equipes de Rio Claro: Rio Claro Velo ClubeLocalização das equipes participantes da Série A2 de 2023. \| | \| Comercial Juventus-SP Lemense Linense Monte Azul Novorizontino Noroeste Oeste Ponte Preta Portuguesa Santista Primavera São Caetano Taubaté XV de Piracicaba Rio Claro Equipes de Rio Claro: Rio Claro Velo ClubeLocalização das equipes participantes da Série A2 de 2023. \| | \| Comercial Juventus-SP Lemense Linense Monte Azul Novorizontino Noroeste Oeste Ponte Preta Portuguesa Santista Primavera São Caetano Taubaté XV de Piracicaba Rio Claro Equipes de Rio Claro: Rio Claro Velo ClubeLocalização das equipes participantes da Série A2 de 2023. \| | \| Comercial Juventus-SP Lemense Linense Monte Azul Novorizontino Noroeste Oeste Ponte Preta Portuguesa Santista Primavera São Caetano Taubaté XV de Piracicaba Rio Claro Equipes de Rio Claro: Rio Claro Velo ClubeLocalização das equipes participantes da Série A2 de 2023. \| | Portuguesa Santista  |
| Moisés Lucarelli | \| Comercial Juventus-SP Lemense Linense Monte Azul Novorizontino Noroeste Oeste Ponte Preta Portuguesa Santista Primavera São Caetano Taubaté XV de Piracicaba Rio Claro Equipes de Rio Claro: Rio Claro Velo ClubeLocalização das equipes participantes da Série A2 de 2023. \| | \| Comercial Juventus-SP Lemense Linense Monte Azul Novorizontino Noroeste Oeste Ponte Preta Portuguesa Santista Primavera São Caetano Taubaté XV de Piracicaba Rio Claro Equipes de Rio Claro: Rio Claro Velo ClubeLocalização das equipes participantes da Série A2 de 2023. \| | \| Comercial Juventus-SP Lemense Linense Monte Azul Novorizontino Noroeste Oeste Ponte Preta Portuguesa Santista Primavera São Caetano Taubaté XV de Piracicaba Rio Claro Equipes de Rio Claro: Rio Claro Velo ClubeLocalização das equipes participantes da Série A2 de 2023. \| | \| Comercial Juventus-SP Lemense Linense Monte Azul Novorizontino Noroeste Oeste Ponte Preta Portuguesa Santista Primavera São Caetano Taubaté XV de Piracicaba Rio Claro Equipes de Rio Claro: Rio Claro Velo ClubeLocalização das equipes participantes da Série A2 de 2023. \| | Ulrico Mursa         |
| Capacidade: 17 728 | \| Comercial Juventus-SP Lemense Linense Monte Azul Novorizontino Noroeste Oeste Ponte Preta Portuguesa Santista Primavera São Caetano Taubaté XV de Piracicaba Rio Claro Equipes de Rio Claro: Rio Claro Velo ClubeLocalização das equipes participantes da Série A2 de 2023. \| | \| Comercial Juventus-SP Lemense Linense Monte Azul Novorizontino Noroeste Oeste Ponte Preta Portuguesa Santista Primavera São Caetano Taubaté XV de Piracicaba Rio Claro Equipes de Rio Claro: Rio Claro Velo ClubeLocalização das equipes participantes da Série A2 de 2023. \| | \| Comercial Juventus-SP Lemense Linense Monte Azul Novorizontino Noroeste Oeste Ponte Preta Portuguesa Santista Primavera São Caetano Taubaté XV de Piracicaba Rio Claro Equipes de Rio Claro: Rio Claro Velo ClubeLocalização das equipes participantes da Série A2 de 2023. \| | \| Comercial Juventus-SP Lemense Linense Monte Azul Novorizontino Noroeste Oeste Ponte Preta Portuguesa Santista Primavera São Caetano Taubaté XV de Piracicaba Rio Claro Equipes de Rio Claro: Rio Claro Velo ClubeLocalização das equipes participantes da Série A2 de 2023. \| | Capacidade: 7 635    |
| | \| Comercial Juventus-SP Lemense Linense Monte Azul Novorizontino Noroeste Oeste Ponte Preta Portuguesa Santista Primavera São Caetano Taubaté XV de Piracicaba Rio Claro Equipes de Rio Claro: Rio Claro Velo ClubeLocalização das equipes participantes da Série A2 de 2023. \| | \| Comercial Juventus-SP Lemense Linense Monte Azul Novorizontino Noroeste Oeste Ponte Preta Portuguesa Santista Primavera São Caetano Taubaté XV de Piracicaba Rio Claro Equipes de Rio Claro: Rio Claro Velo ClubeLocalização das equipes participantes da Série A2 de 2023. \| | \| Comercial Juventus-SP Lemense Linense Monte Azul Novorizontino Noroeste Oeste Ponte Preta Portuguesa Santista Primavera São Caetano Taubaté XV de Piracicaba Rio Claro Equipes de Rio Claro: Rio Claro Velo ClubeLocalização das equipes participantes da Série A2 de 2023. \| | \| Comercial Juventus-SP Lemense Linense Monte Azul Novorizontino Noroeste Oeste Ponte Preta Portuguesa Santista Primavera São Caetano Taubaté XV de Piracicaba Rio Claro Equipes de Rio Claro: Rio Claro Velo ClubeLocalização das equipes participantes da Série A2 de 2023. \| |                      |
| Primavera | Rio Claro | São Caetano | Taubaté | Velo Clube | XV de Piracicaba     |
| Ítalo Mário Limongi | Schmidtão | Anacleto Campanella | Joaquinzão | Benitão | Barão da Serra Negra |
| Capacidade: 7 820 | Capacidade: 6 284 | Capacidade: 14 400 | Capacidade: 9 600 | Capacidade: 8 136 | Capacidade: 18 000   |
| | | | | |                      |
| Comercial Juventus-SP Lemense Linense Monte Azul Novorizontino Noroeste Oeste Ponte Preta Portuguesa Santista Primavera São Caetano Taubaté XV de Piracicaba Rio Claro Equipes de Rio Claro: Rio Claro Velo ClubeLocalização das equipes participantes da Série A2 de 2023. | | | | |                      |

## Fase final
|  | Quartas de final    | Quartas de final | Quartas de final | Quartas de final |       |               | Semifinais                | Semifinais                | Semifinais                | Semifinais                |  |             | Final          | Final          | Final          | Final          |  |  |
|  | 17 a 22 de março    | 17 a 22 de março | 17 a 22 de março | 17 a 22 de março |       |               | 25 de março a 01 de abril | 25 de março a 01 de abril | 25 de março a 01 de abril | 25 de março a 01 de abril |  |             | 5 e 8 de abril | 5 e 8 de abril | 5 e 8 de abril | 5 e 8 de abril |  |  |
|  |                     |                  |                  |                  |       |               |                           |                           |                           |                           |  |             |                |                |                |                |  |  |
|  | Ponte Preta         | 1                | 3                | 4                |       |               |                           |                           |                           |                           |  |             |                |                |                |                |  |  |
|  | Comercial           | 1                | 0                | 1                |       |               |                           |                           |                           |                           |  |             |                |                |                |                |  |  |
|  | Comercial           | 1                | 0                | 1                |       | Ponte Preta   | 3                         | 2                         | 5                         |                           |  |             |                |                |                |                |  |  |
|  |                     |                  |                  |                  |       | Ponte Preta   | 3                         | 2                         | 5                         |                           |  |             |                |                |                |                |  |  |
|  |                     | XV de Piracicaba | 0                | 0                | 0     |               |                           |                           |                           |                           |  |             |                |                |                |                |  |  |
|  | XV de Piracicaba    | XV de Piracicaba | 0                | 0                | 0     | 2             | 0                         | 2                         |                           |                           |  |             |                |                |                |                |  |  |
|  | XV de Piracicaba    |                  |                  |                  |       | 2             | 0                         | 2                         |                           |                           |  |             |                |                |                |                |  |  |
|  | Portuguesa Santista | 1                | 0                | 1                |       |               |                           |                           |                           |                           |  |             |                |                |                |                |  |  |
|  | Portuguesa Santista | 1                | 0                | 1                |       |               |                           |                           |                           |                           |  | Ponte Preta | 1              | 0              | 1 (3)          |                |  |  |
|  |                     |                  |                  |                  |       |               |                           |                           |                           |                           |  | Ponte Preta | 1              | 0              | 1 (3)          |                |  |  |
|  |                     | Novorizontino    | 1                | 0                | 1 (2) |               |                           |                           |                           |                           |  |             |                |                |                |                |  |  |
|  | Novorizontino       | Novorizontino    | 1                | 0                | 1 (2) | 1             | 1                         | 2                         |                           |                           |  |             |                |                |                |                |  |  |
|  | Novorizontino       |                  |                  |                  |       | 1             | 1                         | 2                         |                           |                           |  |             |                |                |                |                |  |  |
|  | Oeste               | 0                | 0                | 0                |       |               |                           |                           |                           |                           |  |             |                |                |                |                |  |  |
|  | Oeste               | 0                | 0                | 0                |       | Novorizontino | 1                         | 3                         | 4                         |                           |  |             |                |                |                |                |  |  |
|  |                     |                  |                  |                  |       | Novorizontino | 1                         | 3                         | 4                         |                           |  |             |                |                |                |                |  |  |
|  |                     | Noroeste         | 1                | 0                | 1     |               |                           |                           |                           |                           |  |             |                |                |                |                |  |  |
|  | Noroeste            | Noroeste         | 1                | 0                | 1     | 1             | 0                         | 1                         |                           |                           |  |             |                |                |                |                |  |  |
|  | Noroeste            |                  |                  |                  |       | 1             | 0                         | 1                         |                           |                           |  |             |                |                |                |                |  |  |
|  | Velo Clube          | 0                | 0                | 0                |       |               |                           |                           |                           |                           |  |             |                |                |                |                |  |  |

Em itálico, os clubes que possuem o mando de campo no primeiro jogo do confronto. Em negrito, os vencedores.
| Aumento | Equipes promovidas à Série A1 de 2024 |

## Premiação
| Campeonato Paulista de 2023 - Série A2 |
| Campinas                               |
| -------------------------------------- |
| Ponte Preta Campeão (4.º título)       |

## Seleção do Campeonato
Na Seleção do Campeonato, da Federação Paulista de Futebol, a campeã Ponte Preta dominou a lista, e dominou também as premiações individuais, com o meia Élvis sendo eleito o Craque do Campeonato.
| Posição          | Jogador         | Clube               |
| ---------------- | --------------- | ------------------- |
| Goleiro          | Caíque França   | Ponte Preta         |
| Lateral-direito  | Ynaiã           | Velo Clube          |
| Zagueiro         | Lucas Cunha     | Portuguesa Santista |
| Zagueiro         | Renato          | Novorizontino       |
| Lateral-esquerdo | Roberto         | Novorizontino       |
| Meia             | Léo Naldi       | Ponte Preta         |
| Meia             | Matheus Jesus   | Ponte Preta         |
| Meia             | Élvis           | Ponte Preta         |
| Atacante         | Carlão          | Noroeste            |
| Atacante         | Jeh             | Ponte Preta         |
| Atacante         | Bruno Moraes    | Juventus-SP         |
| Técnico          | Hélio dos Anjos | Ponte Preta         |

Premiações individuais
- Craque do Campeonato: Élvis (Ponte Preta)
- Artilheiro: Bruno Moraes (Juventus-SP)
- Revelação: Jeh (Ponte Preta)